# Zelfactualisering
Zelfactualisering of zelfactualisatie is het zich verder willen ontwikkelen dan de basisbehoeften die voorkomen in de piramide van Maslow. Er wordt uiting gegeven aan de behoefte mogelijkheden optimaal te benutten, het beste uit zichzelf te halen.

## Kenmerken
Volgens Abraham Maslow voldoet het gedrag van de zelf-geactualiseerde of psychisch gezonde mens aan een aantal criteria:
- Onzekerheid tolereren en de realiteit efficiënt waarnemen
- Zichzelf en anderen aanvaarden voor wat ze zijn
- Spontaan in gedrag en gedachten
- Probleem-centrisch in plaats van egocentrisch
- Heeft gevoel voor humor
- Is zeer creatief
- Bestand tegen het aannemen van waarden en gedrag omdat het wordt verlangd door de cultuur, hoewel niet expres onconventioneel
- Bezorgd om het welzijn van de mensheid
- Kan de eenvoudige ervaringen van het leven diep waarderen
- Diepe, bevredigende interpersoonlijke relaties aangaan met een paar mensen, in tegenstelling tot veel contacten
- Kijkt objectief naar het leven

## Opvoeding en zelfactualisatie
Maslow beklemt in sterke mate zijn optimistische visie op de mogelijkheden van de opvoeding en gelooft dus in sterke mate in de groeimogelijkheden voor ieder individu.

## Zelfactualisatie en hoogbegaafdheid
Francis Heylighen wijst er op dat de eigenschappen van zelf-actualiseerders sterk overeenkomen met de eigenschappen van hoogbegaafden. Hij stelt dat er voor zelf-actualisatie ook cognitieve competentie, oftewel kennis en intelligentie nodig is. Hij ziet de volgende overeenkomsten:
Cognitie
- Origineel, ongebruikelijke ideeën, creatief, verbindt ogenschijnlijk verschillende ideeën

Perceptie
- Excellent en een ongebruikelijk gevoel voor humor
- Zeer goede waarnemer, goed vermogen tot observatie
- Gepassioneerde en intense gevoelens
- Gevoelig voor kleine veranderingen in de omgeving
- Bewust van dingen die anderen niet waarnemen, nemen de wereld anders waar
- Tolerantie van ambiguïteit en complexiteit
- Kinderlijk gevoel van verwondering

Motivatie/waarden
- Perfectionistisch, heeft hoge standaarden voor zichzelf en anderen
- Zeer nieuwsgierig, verlangen om te weten
- Zeer onafhankelijk, autonoom, minder gemotiveerd door beloning en bewondering
- Zoeker van ultieme waarheden, zoekt naar patronen en betekenis in het leven
- Houdt van uitdaging, voorkeur voor het nemen van risico's

- Woede over onrechtvaardigheid en morele inbreuken, goed gevoel voor rechtvaardigheid
- Brede interesse, overweldigd door vele interesses en vermogens
- Sterke morele overtuigingen, integer, eerlijk
- Sterke gedrevenheid
- Visionair, verwerkelijkt visies, gevoel van lotsbestemming of levensmissie
- Houdt van ideeën en discussie

Activiteit
- Grote aandachtsboog, langdurige concentratie op onderwerpen van interesse, vasthoudend
- Heeft periodes van eenzaamheid en overdenking nodig

Sociale relaties
- Trekt regels en autoriteit in twijfel, stelt ongemakkelijke vragen, non-conformistisch
- Voelt zich anders, niet op één lijn met anderen, gevoel van vervreemding en eenzaamheid
- Zeer gecompassioneerd
- Empathisch, voelt sterk mee met anderen, helpt anderen zichzelf te begrijpen

Hiermee lijkt zelf-actualisatie een elitaire aangelegenheid te worden. Maslow geeft zelf aan dat slechts weinig mensen voldoen aan zijn profiel van zelf-actualiseerders. Jung, die ook een theorie van volwassen ontwikkeling en persoonlijkheidsintegratie opstelde, stelde ook dat niet iedereen dezelfde graad van individuatie bereikt.